# Païen
Ne doit pas être confondu avec Payen.
Païen  est un nom formé à partir du terme latin « paganus » qui signifie « paysan du village ou civil » et qui provient lui-même du mot « pagus » qui signifie « village ». Il signifie principalement sans religion :
- Terme ayant à l'origine une connotation péjorative (le « pagus » étant l'antithèse de la cité, symbole de la civilisation), utilisé par les chrétiens et l'Église pour discréditer les anciennes croyances. Le terme apparaît pour la première fois sous la plume de Tertullien, penseur chrétien du IIe et IIIe siècles.
- Depuis l'empereur Théodose Ier, dont le petit-fils Théodose II a officialisé les premières persécutions contre les non-convertis au christianisme[1], le mot paganisme désigne les religions dites païennes, c'est-à-dire non monothéistes, plus souvent dites polythéistes.
- De nos jours, ce terme est encore parfois utilisé par les monothéistes pour qualifier ce qui relève du polythéisme européen, au panthéon polythéiste, et en ce sens est opposé au judaïsme, au christianisme, ou à l'islam, religions venues d'Orient. Les laïques lui préfèrent « polythéistes » ou « animistes ». Quant aux héritiers du Forn Siðr (terme signifiant « ancienne coutume » ou « ancienne pratique » en vieux norrois) ou du druidisme, ils n'ont en revanche pas de réticence à se nommer eux-mêmes « païens ».